# Batalha de Constantinopla (378)
A Batalha de Constantinopla foi um ataque gótico contra Constantinopla em 378 após a vitória deles em Adrianópolis. A viúva do imperador Valente (r. 364–378), a imperatriz Albia Dominica, organizou a defesa e também reforçou a cidade com guerreiros árabes. Os defensores foram capazes de afugentar os atacantes, conseguindo salvar a capital.

## Antecedentes
Desde 376, os tervíngios de Fritigerno estavam em guerra contra o Império Romano. Eles saquearam muitas vilas romanas e fizeram muitos escravos, como descrito por Amiano Marcelino. No mesmo ano, Colias e Suérido, dois comandantes góticos servindo na guarnição de Adrianópolis, sitiaram a cidade em nome dos tervíngios após serem hostilizados pela população, mas a ação foi mal-sucedida. Em 378, novos conflitos ocorreram e o imperador Valente (r. 364–378) decidiu marchar contra seus inimigos. Uma desastrosa batalha ocorreu em Adrianópolis na qual o imperador e vários oficiais perderam suas vidas, tal como foram dizimados dois terços do exército imperial. Os godos, envigorados por sua incrível vitória, sitiaram Adrianópolis, mas a cidade resistiu. Ao perceberem que não conseguiriam tomá-la, abandonam o empreendimento e partem. Se juntaram com alguns hunos e alanos que estavam na região e foram para Perinto e então Constantinopla.

## Batalha e rescaldo
Como não havia imperador para liderar as forças romanas, a imperatriz Albia Dominica se viu obrigada a organizar um contra-ataque e ela pagou com recursos do tesouro imperial todo voluntário que dispusesse a pegar em armas contra os invasores. Segundo Amiano, o exército bárbaro, que estava com pressa para conseguir os tesouros da cidade, marchou em formações quadradas para evitar emboscadas e pretendia fazer muito esforço para destruir a famosa Constantinopla. Porém, quando se aproximaram das portas da capital, um grupo de sarracenos tanuquitas, enviados por sua rainha Mavia para prestar auxílio aos romanos, cavalgaram para fora da cidade e atacaram os invasores. As tropas mantiveram o equilíbrio, mas logo a balança penderia para os orientais: um sarraceno, num ato nunca antes visto como testemunha Amiano, atacou um bando de godos e ao matar um homem colocou seus lábios em sua garganta e sugou o sangue do desfalecido. Isso causou pânico nas hordas bárbaras, que começaram a lutar com hesitação.
A medida que a batalha avançava, a coragem dos atacantes desfalecia ainda mais. Os bárbaros então decidiram destruir as armas de cerco que estavam montando para o assalto e após sofrer perdas maiores daquelas que infligiram, partiram e espalharam-se em direção as províncias ao norte, onde atravessaram a pé os chamados Alpes Venéticos. Pouco depois de sua partida, o oficial Júlio, temeroso pela grande presença gótica no Oriente, conduziu um massacre da população de origem gótica, tanto civis como indivíduos servindo nas unidades do exército, o que logo provocaria uma onde revoltas que seriam sufocadas.